# Združitev prekmurskih Slovencev z matičnim narodom po prvi svetovni vojni
Združitev prekmurskih Slovencev z matičnim narodom po prvi svetovni vojni ali Priključitev Prekmurja matičnemu narodu je slovenski praznik, ki ga praznujemo na 17. avgust, dan, ko je Prekmurje po določilih Pariške mirovne konference pripadlo Kraljevini Srbov, Hrvatov in Slovencev, s tem pa so bili prekmurski Slovenci po stoletjih madžarske oblasti znova združeni z matičnim narodom. Po koncu prve svetovne vojne je Prekmurje 12. avgusta 1919 zasedla jugoslovanska vojska, 17. avgusta pa je na množičnem ljudskem zborovanju v Beltincih oblast predala civilnemu upravitelju.
Po Zakonu o praznikih in dela prostih dnevih v Republiki Sloveniji je državni praznik v Republiki Sloveniji, ne pa tudi dela prost dan. Uveden je bil leta 2006, od leta 2009 se uradna državna proslava prireja vsakih pet let.